# Peter Bohren

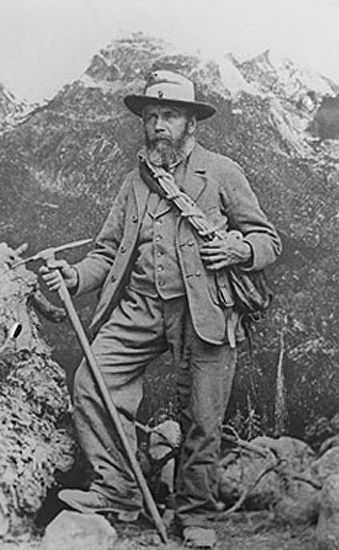
Peter Bohren

Peter Bohren (* 20. Juni 1822; † 4. Juli 1882) war ein Schweizer Bergführer aus Grindelwald.
In seiner Eigenschaft als Bergsteiger gelangen ihm drei Erstbegehungen in den Berner Alpen. Am 11. August 1858 konnte er mit Christian Almer und Charles Barrington den Eiger (3967 m ü. M.) über die Westwand erstmals besteigen. Die Tour begann um halb vier Uhr morgens am Hotel Wengernalp und die Bergsteiger erreichten um 12 Uhr den Gipfel des Eigers im Nebel. Das Aletschhorn (4193 m ü. M.) erreichte er mit zwei Kollegen und einem Gast am 18. Juni 1859. Seine letzte Erstbegehung war die Äbeni Flue (3962 m ü. M.) zusammen mit einem Kollegen und einem Gast über den heutigen Normalweg (Südwestflanke und Südostgrat) am 27. August 1868.